# ペコジャニ∞!
『ペコジャニ∞!』（ペコジャニエイト! / 英称:PEKOJANI EIGHT）は、TBS系列で2017年10月30日から2018年9月24日まで放送されていた料理バラエティ番組である。全26回。放送時間は月曜22:00 - 23:07（JST）。関ジャニ∞のTBSでの初のレギュラー冠番組である。

## 概要
老若男女"誰もが好きな人気メニュー"の中からテーマを設定し、番組認定の「芸能界グルメ四天王」、ゲストとして参戦する「芸能界新グルメスター」に加え関ジャニ∞のメンバー2人と専門家の計3組が、それぞれ"日本一おいしい"と思う一品をプレゼンする。後に、ゲストは関ジャニ∞チームに加わり2チーム制となり、メンバーも横山で固定となる。
そのプレゼンしたメニューに対して、腹ペコで待つ「ペコラー」と呼ばれるパネリストたちが食べたいと思った一品を投票。最終的に多数決で1位になったメニューを選んだ人のみが実際に食べられるというグルメバラエティである。
2017年4月27日（木曜日）23:56 - 翌0:55（JST）には、本番組パイロット版である特番放送第1回を放送。
2017年6月11日（日曜日）14:00 - 14:54（JST）には、本番組パイロット版である特番放送第2回を放送。
2017年10月30日（月曜日）の放送分よりレギュラー放送が開始された。
最初に四天王とグルメスターがそれぞれ実際に行ったことのあるお店のメニューをプレゼン。その時点でどちらが食べたいかの意思表示をする「1stペコジャッジ」を行う。続いて関ジャニ∞のメンバーが自らの手で究極の食材を調達し、それを使って作った本日限りのメニューをプレゼン後、先ほどの選択から変更することができる「2ndペコジャッジ」を行う。最後にファイナルプレゼンとしてスタジオにて目の前で完成までの調理を行い、それを見たうえで最終決定「ファイナルペコジャッジ」を行い、その結果勝者が決定する。
かつて、読売テレビ・日本テレビ系で放送された『どっちの料理ショー』→『新どっちの料理ショー』に近い。製作は『どっちの料理ショー』と同じハウフルスだが、かつて『どっちの料理ショー』→『新どっちの料理ショー』を制作していたスタッフではなく、『チューボーですよ!』→『新チューボーですよ!』シリーズを制作していたスタッフ陣が中心になって制作している。
2018年になってから、前半枠は通常のグルメプレゼン、後半枠は一つのメニューを愛するゲストに連れられ、ランダムに選ばれた関ジャニメンバー二人 が名店を食べ歩くロケパートが新設された。プレゼンパート縮小にともない、グルメ四天王、ゲスト、関ジャニチームの3チームの対決から、グルメ四天王対ゲストと関ジャニメンバーの2チームに変更。
番組末期にはロケパートの内容が、ある料理が大好きな芸能人とその料理のおすすめのお店をめぐる「熱血！ペコジャニ∞グルメクラブ」に移行していった。
またメンバーの中で料理上手である大倉がレシピ動画サービス「kurashiru」(以下クラシル)を使い、料理上手なタレントと料理対決を行う企画が始まった。それらで作られた料理は番組終了後にクラシルで配信された。
なお、この際大倉は自身の苗字とクラシルを掛けた大倉シルとして出演したが、本人はあまり良くは思っていない様子だった。
2018年4月より、月 - 木曜日に限り、本番組をはじめとする22:00開始番組の終了時刻を従前の22:54から23:07に繰り下げ、67分枠に変更した。
裏番組の『しゃべくり007』（日本テレビ）・『報道ステーション』（テレビ朝日）に押されたため、2018年9月をもって、本番組は終了。『月曜名作劇場』拡大版などで度々番組は休止され、11ヶ月放送ながら、ちょうど半年分の26回しか放送されなかった。

## 出演者
- 関ジャニ∞
  - 横山裕
  - 渋谷すばる - 2018年7月2日まで出演。
  - 村上信五 - 番組のMCを務める。
  - 丸山隆平
  - 安田章大
  - 錦戸亮
  - 大倉忠義

村上はMCとして進行。毎回メンバーのうち2人がプレゼンター、4人がペコラーとして出演。
グルメ四天王vsゲスト関ジャニチームの2チーム制になってからは、主に横山がプレゼンターを務めた。
- 江藤愛（TBSアナウンサー） - アシスタント

芸能界グルメ四天王
- 堺正章 - リーダー
- 石塚英彦（ホンジャマカ） - 2018年7月2日出演時は、『関口宏の東京フレンドパーク2018 7月ドラマ大集合SP!!』から4時間7分出演。
- 寺門ジモン（ダチョウ倶楽部）
- 渡部建（アンジャッシュ）

毎回一人ずつメニューをプレゼンする。

## 放送リスト

### パイロット版（放送リスト）
| パイロット版 | パイロット版          | パイロット版 | パイロット版                                       | パイロット版           | パイロット版 | パイロット版            |
| 回           | 放送日                | テーマ       | プレゼンター                                       | ペコラー（ゲストのみ） | 敗者         | 備考                    |
| ------------ | --------------------- | ------------ | -------------------------------------------------- | ---------------------- | ------------ | ----------------------- |
| 1            | 2017年4月27日（木曜） | 餃子         | 勝俣州和、石塚英彦（ホンジャマカ）、塚田亮一       | 鈴木奈々、橋本環奈     | 安田         | ※23:56 - 翌0:55（59分） |
| 2            | 2017年6月11日（日曜） | カツサンド   | 梅沢富美男、渡部建（アンジャッシュ）、マッキー牧元 | 高橋真麻、滝沢カレン   | 安田         | ※14:00 - 14:54（54分）  |

### レギュラー版（放送リスト）

#### グルメプレゼンバトル
| 2017年                                                         | 2017年   | 2017年     | 2017年                                                                                            | 2017年                           | 2017年         | 2017年                                                                     |
| 回                                                             | 放送日   | テーマ     | プレゼンター                                                                                      | ゲスト（ペコラーのみ）           | 勝者           | 備考                                                                       |
| -------------------------------------------------------------- | -------- | ---------- | ------------------------------------------------------------------------------------------------- | -------------------------------- | -------------- | -------------------------------------------------------------------------- |
| 1                                                              | 10月30日 | 焼きそば   | グルメ四天王：渡部 関ジャニ∞プレゼンター：横山、安田 スペシャルプレゼンター：髙嶋政宏             | ヒロミ、いとうあさこ、大地真央   | 関ジャニ∞      | ※初回15分拡大スペシャル（22:00 - 23:09） 「Finalペコジャッジ」は観客も参加 |
| 2                                                              | 11月6日  | オムライス | グルメ四天王：堺 関ジャニ∞プレゼンター：横山、大倉 スペシャルプレゼンター：森泉                   | 菅野美穂、塚本高史、久本雅美     | グルメ四天王   | ※15分拡大スペシャル（22:00 - 23:09）                                       |
| 3                                                              | 11月13日 | 生姜焼き   | グルメ四天王：石塚 関ジャニ∞プレゼンター：渋谷、丸山 スペシャルプレゼンター：哀川翔・福地桃子親子 | 勝俣州和、倉科カナ、高橋英樹     | 哀川・福地親子 |                                                                            |
| 4                                                              | 11月20日 | ハンバーグ | グルメ四天王：寺門 関ジャニ∞プレゼンター：安田、錦戸 スペシャルプレゼンター：二代目尾上松也       | 浅野ゆう子、いとうあさこ、ヒロミ | グルメ四天王   |                                                                            |
| 5                                                              | 11月27日 | 唐揚げ     | グルメ四天王：渡部 関ジャニ∞プレゼンター：丸山、大倉 スペシャルプレゼンター：市村正親             | 勝俣州和、滝沢カレン、宮崎美子   | グルメ四天王   |                                                                            |
| （12月4日は『第50回日本有線大賞』〈19:00 - 22:54〉のため休止） |          |            |                                                                                                   |                                  |                |                                                                            |
| 6                                                              | 12月11日 | 丼         | グルメ四天王：石塚 関ジャニ∞プレゼンター：丸山、錦戸 スペシャルプレゼンター：嘉門タツオ           | 佐藤健、高橋英樹、土屋太鳳       | グルメ四天王   |                                                                            |
| （12月18日・25日は年末編成のため休止）                         |          |            |                                                                                                   |                                  |                |                                                                            |

| 2018年 | 2018年  | 2018年                                                                            | 2018年                                                           | 2018年                                                 | 2018年                 | 2018年                                |
| 回 | 放送日  | テーマ                                                                            | プレゼンター                                                     | ゲスト（ペコラーのみ）                                 | 勝者                   | 備考                                  |
| --- | ------- | --------------------------------------------------------------------------------- | ---------------------------------------------------------------- | ------------------------------------------------------ | ---------------------- | ------------------------------------- |
| （1月1日 - 22日は年始編成のため休止）                                                                                   |         |                                                                                   |                                                                  |                                                        |                        |                                       |
| 7 | 1月29日 | 絶対外さない手土産スイーツ                                                        | グルメ四天王： 堺、Toshi（X JAPAN） 関ジャニ∞プレゼンター： 横山 | 高橋英樹、片平なぎさ、鈴木奈々                         | グルメ四天王           | 2時間SP （60分前拡大、21:00 - 22:54） |
| 8 | 2月5日  | この冬食べたい絶品鍋                                                              | グルメ四天王：石塚 TEAM関ジャニ∞：横山、花田虎上                 | 加藤一二三、森公美子、ゆりやんレトリィバァ             | グルメ四天王           |                                       |
| （2月12日は『歌のゴールデンヒット -青春のアイドル50年-』〈19:00 - 22:54〉のため休止）                                   |         |                                                                                   |                                                                  |                                                        |                        |                                       |
| 9 | 2月19日 | 絶品町中華                                                                        | グルメ四天王：石塚 TEAM関ジャニ∞：横山、立川志らく               | 安藤なつ（メイプル超合金）、林家木久扇、峰竜太         | TEAM関ジャニ∞          | 2時間SP （60分前拡大、21:00 - 22:54） |
| 10 | 2月26日 | 1000円内の絶品肉料理                                                              | グルメ四天王：寺門 TEAM関ジャニ∞：横山、浅野ゆうこ               | 陣内孝則、ヒロミ、市川紗椰                             | グルメ四天王           |                                       |
| 11 | 3月5日  | お取り寄せできるごはんのお供No.1                                                  | グルメ四天王：堺 TEAM関ジャニ∞：横山、市村正親                   | 山村紅葉、ヒロミ、吉田沙保里                           | （判定なし）           |                                       |
| 12 | 3月12日 | 2大ディープ商店街グルメ                                                           | グルメ四天王：渡部 TEAM関ジャニ∞：横山、石倉三郎                 | 高橋英樹、岡江久美子、森泉                             | TEAM関ジャニ∞          |                                       |
| 13 | 3月19日 | 絶品たまご料理                                                                    | グルメ四天王：石塚 TEAM関ジャニ∞：横山、森昌子                   | 高橋真麻、市川猿之助、紅蘭                             | グルメ四天王           | 枠拡大前最終回                        |
| （3月26日 - 4月16日は改編期編成のため休止）                                                                             |         |                                                                                   |                                                                  |                                                        |                        |                                       |
| 14 | 4月23日 | ウマ辛グルメ                                                                      | グルメ四天王：寺門 TEAM関ジャニ∞：横山、IKKO                     | 南野陽子、勝俣州和、藤田ニコル                         | グルメ四天王           | 枠拡大後初回                          |
| （4月30日は『あなたが聴きたい歌の4時間スペシャル』〈19:00 - 23:07〉のため休止）                                         |         |                                                                                   |                                                                  |                                                        |                        |                                       |
| 15 | 5月7日  | 究極の"丼"                                                                        | グルメ四天王：渡部 TEAM関ジャニ∞：横山、佐野史郎                 | 梅沢富美男、田中美佐子、姿月あさと                     | TEAM関ジャニ∞          |                                       |
| 16 | 5月14日 | 絶品"お取り寄せ"グルメ                                                            | グルメ四天王：堺 TEAM関ジャニ∞：横山、伍代夏子                   | ヒロミ、ブルゾンちえみ、Matt                           | グルメ四天王           |                                       |
| （5月21日は『月曜名作劇場』拡大版〈20:00 - 23:07〉のため休止）                                                          |         |                                                                                   |                                                                  |                                                        |                        |                                       |
| 17 | 5月28日 | テイクアウトグルメ                                                                | グルメ四天王：石塚 TEAM関ジャニ∞：横山、三田佳子                 | 高橋英樹、加藤一二三、神田愛花                         | TEAM関ジャニ∞          | 2時間SP （60分前拡大、21:00 - 23:07） |
| 18 | 6月4日  | 絶品！とろけるチーズ料理                                                          | グルメ四天王：渡部 TEAM関ジャニ∞：横山、水前寺清子               | 中村梅雀、田中美佐子、小籔千豊                         | グルメ四天王           |                                       |
| 19 | 6月11日 | 極上！肉料理                                                                      | グルメ四天王：寺門 TEAM関ジャニ∞：横山、夏木マリ                 | 陣内智則、柴田理恵、平野紫耀（King&Prince）            | グルメ四天王           |                                       |
| （6月25日は『2018FIFAワールドカップ・ウルグアイ×ロシア』〈22:00 - 22:40・22:40 - 翌1:10〉のため休止）                   |         |                                                                                   |                                                                  |                                                        |                        |                                       |
| 20 | 7月2日  | 卵料理対決2                                                                       | グルメ四天王：石塚 TEAM関ジャニ∞：横山、森昌子                   | 勝俣州和、高島礼子、村上佳菜子                         | グルメ四天王           | 渋谷はこの回で降板。                  |
| （7月9日は『月曜名作劇場』拡大版〈20:00 - 23:07〉のため休止）                                                           |         |                                                                                   |                                                                  |                                                        |                        |                                       |
| （7月16日は『緊急総選挙!西野Jも生登場!日本人が選んだ歴代カッコいいサッカー選手ランキング』〈21:00 - 23:07〉のため休止） |         |                                                                                   |                                                                  |                                                        |                        |                                       |
| （7月23日は『ナイナイのお見合い大作戦!』〈20:00 - 23:07〉のため休止）                                                   |         |                                                                                   |                                                                  |                                                        |                        |                                       |
| 21 | 7月30日 | （スタジオパートなし）                                                            | （スタジオパートなし）                                           | （スタジオパートなし）                                 | （スタジオパートなし） | （スタジオパートなし）                |
| 22 | 8月6日  | （スタジオパートなし）                                                            | （スタジオパートなし）                                           | （スタジオパートなし）                                 | （スタジオパートなし） | （スタジオパートなし）                |
| （8月13日は『月曜名作劇場』拡大版〈20:00 - 23:07〉のため休止）                                                          |         |                                                                                   |                                                                  |                                                        |                        |                                       |
| 23 | 8月20日 | （スタジオパートなし）                                                            | （スタジオパートなし）                                           | （スタジオパートなし）                                 | （スタジオパートなし） | （スタジオパートなし）                |
| （8月27日は『アジア大会2018ジャカルタ』〈18:30 - 翌0:30〉のため休止）                                                   |         |                                                                                   |                                                                  |                                                        |                        |                                       |
| 24 | 9月3日  | 最新ごはんのお供 一生に一度は行きたい！地方グルメ 大切な人と行きたい！3つ星グルメ | 堺チーム：堺、石塚 横山チーム：横山、渡部                        | ヒロミ、木下ほうか、朝比奈彩                           | （判定なし）           |                                       |
| （9月10日は『月曜名作劇場』拡大版〈20:00 - 23:07〉のため休止）                                                          |         |                                                                                   |                                                                  |                                                        |                        |                                       |
| （9月17日は『橋田壽賀子ドラマ 渡る世間は鬼ばかり』3時間スペシャル〈20:00 - 23:07〉のため休止）                          |         |                                                                                   |                                                                  |                                                        |                        |                                       |
| 25 | 9月24日 | 食のプロ500人に聞いた日本全国“食の疑問”大調査SP                                   | （対戦なし）                                                     | Toshi（X JAPAN）、渡部建（アンジャッシュ）、河北麻友子 | （対戦なし）           | 最終回                                |

#### 熱血！ペコジャニグルメクラブ
| 1月29日 | 餃子              | 丸山、安田 | 三四郎                 | 立川志らく、松重豊、水田信二（和牛）、藪恵壹、渡部建（アンジャッシュ） |
| 2月5日  | カレー            | 丸山、安田 | 川島明（麒麟）         | 大倉孝二、勝俣州和                                                     |
| 2月19日 | 焼肉              | 丸山、安田 | 橋本直（銀シャリ）     | 小柳ルミ子、野村将希、東尾修、水田信二（和牛）                         |
| 2月26日 | 旨辛グルメ        | 丸山、安田 | 川島明（麒麟）         | 高田延彦、中川翔子                                                     |
| 3月5日  | お寿司            | 丸山、安田 | 小峠英二（バイきんぐ） | 大鶴義丹、野口健                                                       |
| 5月7日  | パクチー          | 丸山       | 向井慧（パンサー）     | 宍戸開、松井玲奈                                                       |
| 5月28日 | ウマ辛グルメ第2弾 | 丸山       | 向井慧（パンサー）     | 高島礼子、鈴木浩介                                                     |
| 6月4日  | 特別編            | 丸山       | （不在）               | 長瀬智也（TOKIO）、岩下尚史                                            |

#### 大倉シル シリーズ
| 1月29日 | 激突！ペコレシピ∞ 白菜料理           | 進行役：近藤春菜（ハリセンボン） 対戦相手：土屋アンナ   | 大倉の勝利 |
| 2月19日 | 潜入！ペコレシピ∞ ライザップ料理教室 | 吉村崇（平成ノブシコブシ）、Toshi（X JAPAN）            |            |
| 4月23日 | 救済！ペコレシピ∞                    | 進行役：近藤春菜（ハリセンボン） 丸山桂里奈、永尾まりや |            |

## スタッフ

### レギュラー版（スタッフ）
- ナレーター：あおい洋一郎
- 構成：加藤淳一郎、すずきB、木野聡、むらこし豪昭、飯塚大悟（木野・飯塚→2018年1月29日 - 、むらこし→2018年6月4日 - ）
- 技術：東通、タムコ、エヌ・エス・ティー、TLC
- TM：荒木健一（TBS）
- TD：中野啓（TBS）、中村年正【週替り】
- カメラ：小笠原朋樹、中里子【週替り】
- VE：鈴木昭平（TBS）、宮本民雄、木野内洋【週替り】
- 音声：浜崎健、井上奈央子、深田瑠美子【週替り】
- 照明：公文大輔
- 美術プロデューサー：太田卓志（TBS）
- 美術デザイナー：木村真梨子（TBS）
- 美術制作：羽田一成（ジーケン・アート）
- 装置：正代俊明
- 操作：中見翔輝（中見→2018年1月29日、9月3日 - ）
- 装飾：深山健太郎
- 特殊装置：星野達哉（2018年1月29日 - ）
- メカシステム：庄子泰広
- アクリル装飾：渡邊卓也
- 持道具：下岸美香
- 電飾：渡辺竜明（2017年11月13日 - ）
- 衣装：横尾毅
- スタイリスト：九（Yolken）
- メイク：山﨑陽子、久木田梨花
- TK：後藤有紀
- リサーチ：ライダースオフィス（2018年1月29日 - ）、千田真
- タイトルデザイン：早川美和子
- フードコーディネーター：梶山葉月
- ロケ技術：ティ・ピー・ブレーン、GPA 冨永浩、象、ハックベリー、スウィッシュ・ジャパン、KOA、ヌーベルバーグ、ニューテレス、クロステレビビジョン、MABU、ドローンサポート東北、Sakura空撮、モンスターサウンドシステムズ【週替り】
- 編集・MA：ザ・チューブ 三上大貴、中村裕子、嶋田峻、伊藤慎吾【週替り】
- 音効：佳夢音 藤原大介、東由美
- 協力：ジャニーズ事務所
- 編成：中島啓介（TBS）、加藤丈博（TBS、2018年3月12日 - ）
- 宣伝：川鍋昌彦（TBS）、清水由花（TBS）
- AP：小林聡美、平光綾
- デスク：椿美貴子
- ブレーン：三枝孝臣（アブリオ）
- 制作プロデューサー：藤枝祐一郎・丸山智子（ハウフルス、丸山→2018年4月23日 - 、2018年1月29日 - 3月頃まではAP）、坂詰修（エスバクフ、2017年11月20日 - ）
- MP：渡辺英樹（TBS、2018年7月30日 - ）
- 監修：菅原正豊（ハウフルス）
- ディレクター：山口哲生・望月創・花井純大朗（ハウフルス）【毎週】、中村小市郎・武富博志・白川雅泰（ハウフルス）、亀崎裕介（Gothic）、松浦健太郎、永岩浩明、大城慶太、久野和洋、岡田至功（ハウフルス）、犬飼義啓（K-MAX）、丹川祥一、岡部大五郎（ロックンロール商店）、池ヶ谷学・鈴木修平・新岡真治・春田英知（ハウフルス）、石澤元希【週替り】
- 演出：川崎大志（ハウフルス）、平野亮一（TBS、2017年12月まではディレクター）、大澤哲也（ハウフルス）、福司龍太（neo、福司→2018年5月14日 - ）、赤堀哲也（ロックンロール商店、赤堀→2018年4月頃まではディレクター）
- プロデューサー：田口健介（TBS）、尾形香代（ハウフルス）、石黒光典（TBS、2017年11月13日 - ）
- 制作協力：ハウフルス
- 制作：TBSテレビ制作局制作2部
- 製作著作：TBS

#### 過去のスタッフ（レギュラー版）
- ナレーター：多比良健
- 構成：三田卓人（2017年12月まで）
- TM：小澤義春（TBS）
- 操作：加藤優希
- 特殊装置：勝大輔（2017年12月まで）
- 編成：辻有一（TBS）
- MP：中川通成（TBS、2018年7月2日まで）
- 料理協力：服部栄養専門学校（2017年12月まで）
- 美術協力：Rinnai（〃）

### パイロット版（スタッフ）
- 構成：すずきB、三田卓人、塩沢航
- ナレーター：多比良健
- 技術：東通、タムコ、エヌ・エス・ティー、TLC（第2回）
- TM：小澤義春
- TD：中野啓
- カメラ：小笠原朋樹
- VE：粂川高広
- 音声：平川圭史
- 照明：公文大輔
- 美術プロデューサー：太田卓志
- 美術デザイナー：木村真梨子
- 美術制作：羽田一成
- 装置：正代俊明
- 操作：加藤優希
- 装飾：深山健太郎
- メカシステム：庄子泰広
- 電飾：小林賢次
- アクリル装飾：渡邊卓也
- メイク：山﨑陽子、久木田梨花
- スタイリスト：袴田能生
- TK：後藤有紀
- タイトルデザイン：早川美和子
- フードコーディネーター：梶山葉月
- ロケ技術：ティ・ピー・ブレーン、堀内昭彦（第2回）、高橋克明
- 編集・MA：ザ・チューブ、辻本昌義（第2回）、柴田敏幸（第2回）、ハウミック
- 音効：佳夢音、藤原大介、東由美
- 衣装協力：永島服飾株式会社
- 協力：ジャニーズ事務所
- 編成：辻有一
- 宣伝：清水由花
- AP：小林聡美
- 制作：椿美貴子、平光綾
- MP：渡辺英樹
- 監修：菅原正豊
- ディレクター：山口哲生、望月創
- 演出：川崎大志、三枝孝臣（第2回）
- プロデューサー：田口健介、尾形香代
- 制作協力：ハウフルス
- 製作著作：TBS

#### 過去のスタッフ（パイロット版）
- ロケ技術：廣田光（第1回）
- 編集・MA：伊藤芳明（第1回）、伊藤慎吾（第1回）

## ネット局
| 放送対象地域   | 放送局                    | 系列    | 放送時間           | ネット状況 |
| -------------- | ------------------------- | ------- | ------------------ | ---------- |
| 関東広域圏     | TBSテレビ（TBS）          | TBS系列 | 月曜 22:00 - 23:07 | 制作局     |
| 北海道         | 北海道放送（HBC）         | TBS系列 | 月曜 22:00 - 23:07 | 同時ネット |
| 青森県         | 青森テレビ（ATV）         | TBS系列 | 月曜 22:00 - 23:07 | 同時ネット |
| 岩手県         | IBC岩手放送（IBC）        | TBS系列 | 月曜 22:00 - 23:07 | 同時ネット |
| 宮城県         | 東北放送（TBC）           | TBS系列 | 月曜 22:00 - 23:07 | 同時ネット |
| 山形県         | テレビユー山形（TUY）     | TBS系列 | 月曜 22:00 - 23:07 | 同時ネット |
| 福島県         | テレビユー福島（TUF）     | TBS系列 | 月曜 22:00 - 23:07 | 同時ネット |
| 山梨県         | テレビ山梨（UTY）         | TBS系列 | 月曜 22:00 - 23:07 | 同時ネット |
| 長野県         | 信越放送（SBC）           | TBS系列 | 月曜 22:00 - 23:07 | 同時ネット |
| 新潟県         | 新潟放送（BSN）           | TBS系列 | 月曜 22:00 - 23:07 | 同時ネット |
| 静岡県         | 静岡放送（SBS）           | TBS系列 | 月曜 22:00 - 23:07 | 同時ネット |
| 富山県         | チューリップテレビ（TUT） | TBS系列 | 月曜 22:00 - 23:07 | 同時ネット |
| 石川県         | 北陸放送（MRO）           | TBS系列 | 月曜 22:00 - 23:07 | 同時ネット |
| 中京広域圏     | CBCテレビ（CBC）          | TBS系列 | 月曜 22:00 - 23:07 | 同時ネット |
| 近畿広域圏     | 毎日放送（MBS）           | TBS系列 | 月曜 22:00 - 23:07 | 同時ネット |
| 鳥取県・島根県 | 山陰放送（BSS）           | TBS系列 | 月曜 22:00 - 23:07 | 同時ネット |
| 岡山県・香川県 | 山陽放送（RSK）           | TBS系列 | 月曜 22:00 - 23:07 | 同時ネット |
| 広島県         | 中国放送（RCC）           | TBS系列 | 月曜 22:00 - 23:07 | 同時ネット |
| 山口県         | テレビ山口（tys）         | TBS系列 | 月曜 22:00 - 23:07 | 同時ネット |
| 愛媛県         | あいテレビ（itv）         | TBS系列 | 月曜 22:00 - 23:07 | 同時ネット |
| 高知県         | テレビ高知（KUTV）        | TBS系列 | 月曜 22:00 - 23:07 | 同時ネット |
| 福岡県         | RKB毎日放送（rkb）        | TBS系列 | 月曜 22:00 - 23:07 | 同時ネット |
| 長崎県         | 長崎放送（NBC）           | TBS系列 | 月曜 22:00 - 23:07 | 同時ネット |
| 熊本県         | 熊本放送（RKK）           | TBS系列 | 月曜 22:00 - 23:07 | 同時ネット |
| 大分県         | 大分放送（OBS）           | TBS系列 | 月曜 22:00 - 23:07 | 同時ネット |
| 宮崎県         | 宮崎放送（mrt）           | TBS系列 | 月曜 22:00 - 23:07 | 同時ネット |
| 鹿児島県       | 南日本放送（MBC）         | TBS系列 | 月曜 22:00 - 23:07 | 同時ネット |
| 沖縄県         | 琉球放送（RBC）           | TBS系列 | 月曜 22:00 - 23:07 | 同時ネット |